# Forcipomyia aeronauctica
Forcipomyia aeronauctica är en tvåvingeart som beskrevs av John William Scott Macfie 1935. Forcipomyia aeronauctica ingår i släktet Forcipomyia och familjen svidknott. Inga underarter finns listade i Catalogue of Life.